# Théâtre de Poséidon
Le Théâtre de Poséidon  (appelé à la base le Delphinarium avant d'être renommé en 1994) est un théâtre en plein air construit sous forme d'amphithéâtre au parc Astérix à Plailly, dans l'Oise, à une trentaine de kilomètres de Paris.
Il est depuis 2022 le lieu de représentation du spectacle de plongeons nommé Les plongeons de l'Olympe.
Il est, de son ouverture en 1989 jusqu'en 2020, l'un des trois delphinariums de France métropolitaine avant que l'exploitation des dauphins ne soit stoppée.

## Spectacle
Les Plongeons de l'Olympe est un spectacle dont la première représentation a lieu le 4 juin 2022 au Théâtre de Poséidon. Des répétitions devant public ont lieu dès la fin du mois de mai. Huit plongeurs de sept nationalités incarnent des Grecs et des Romains dans une compétition de plongeons.
Le scénario situe cette compétition à Olympie et Zeus, roi des dieux de l'Olympe, en est le témoin. Le juge se nomme Papacrapulos.

## Historique
Le parc à thèmes consacré à l'univers de la bande dessinée d'Uderzo et Goscinny, Astérix est conçu dès l'origine avec un delphinarium. Il accueille pendant plus de 30 ans des spectacles de dauphins et otaries dans un amphithéâtre, d'abord nommé tout simplement Le Delphinarium puis rebaptisé Le Théâtre de Poséidon en 1994. C'est en cette année que ce quartier amplifie son étendue et ses dispositions sous la thématique grecque pour devenir une zone propre. Durant toute cette période, il est ouvert au public pendant la saison d'ouverture du parc, ses équipes travaillant toutefois toute l'année pour occuper et éduquer les dauphins et otaries du delphinarium. 
Le 25 janvier 2021, alors qu'une proposition de loi d'abolition est déposée au Parlement pour examen moins d'un mois auparavant, le directeur du parc Astérix annonce la fermeture du Théâtre de Poséidon,. Sur les huit grands dauphins présents lors de cette fermeture, deux sont transférés au Kolmårdens Djurpark (Suède), trois au Mundomar Benidorm et deux à l'Oceanogràfic de Valence (Espagne), tandis que la dernière, gravement malade, est euthanasiée.
La création du spectacle Les Plongeons de l'Olympe dure quatre mois. Le théâtre est redécoré avec pour thème Olympie. Entouré de tribunes dont la capacité a été augmentée à 3 000 places, une piscine de 10,6 mètres de diamètre est construite au centre du bassins. Des équipements l'entourent : une tour de 25 mètres de haut, deux plongeoirs et une balançoire nommée balançoire d'Icare.

## Caractéristiques
En tant qu'ancien delphinarium du parc Astérix, il est composé de plusieurs bassins disposant de plages extérieures qui cumulent une superficie de 1 044,5 m2 pour un volume total d'eau salée de 3 800 000 litres et dans lesquels la température de l'eau varie de 14 °C en hiver à 26 °C en été. Entouré de tribunes d'une capacité de 2 000 places, le bassin principal (de 45 mètres par 17,5 mètres pour une profondeur variant entre 2,5 et 4,5 mètres) se présente comme un théâtre. Ce lieu des spectacles fut conçu de sorte que les animaux puissent toujours circuler (même pendant les représentations) dans les trois bassins connectés les uns aux autres. Un bassin de 80 m2 pour 2 m de profondeur était habité par les otaries. Au total, deux bassins et deux abris étaient réservés aux otaries mêmes s'ils communiquent avec les trois autres.
Un chapiteau recouvrait au départ le bâtiment mais à la suite d'une violente tempête survenue en fin d'année 1993, celui-ci est abimé et est alors retiré sans jamais être remplacé.
Le parc Astérix participe à l'EEP pour le Tursiops truncatus (grand dauphin) et l'équipe du delphinarium, composée de dix soigneurs animaliers, a longtemps eu un rôle actif au sein à ce programme (article 17 de l'arrêté du 25 mars 2004).

## Faune

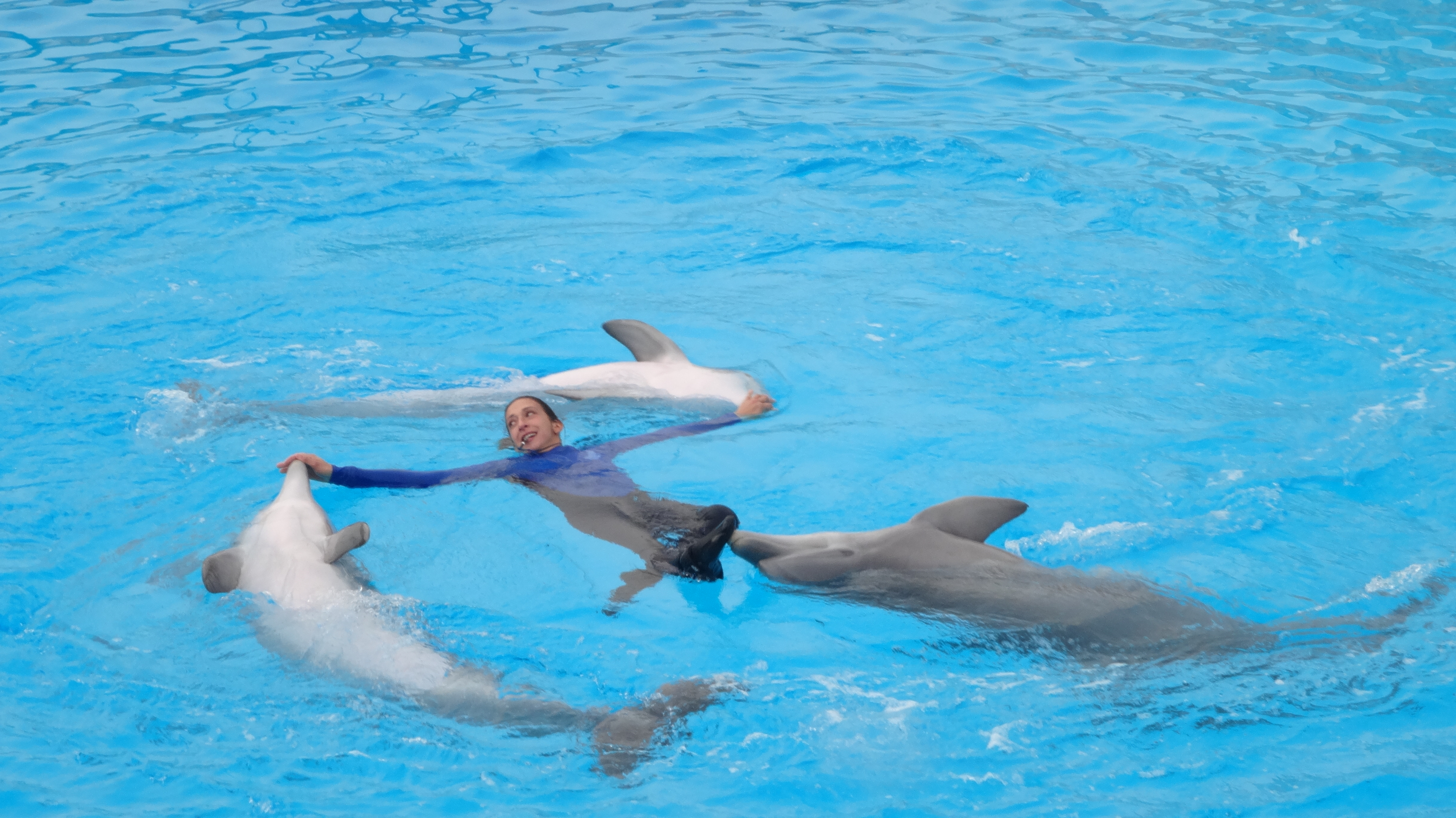
Spectacle avec dauphins au parc Astérix.

L'ancien delphinarium comptait une majorité d'animaux nés en captivité dont beaucoup au parc Astérix (plus de 16 naissances d'animaux en captivité). Le cheptel est aujourd'hui composé d'une douzaine de grands dauphins et d'otaries de Californie, les animaux faisant l'objet de transferts avec d'autres parcs animaliers ou delphinariums dans le monde notamment pour des questions de contrôle des reproductions. Les otaries de Patagonie ont été remplacées en 2010 par des otaries de Californie jugées moins prolifiques.